# فرانسيسكو أوليفان بيزيرا كاليوبي
فرانسيسكو أوليفان بيزيرا كاليوبي (بالبرتغالية: Francisco Olivan Bezerra Calíope‏) المعروف باسم سيارا (بالبرتغالية: Ceará‏) (مواليد 8 أبريل 1997 في البرازيل) هو لاعب كرة قدم برازيلي يجيد اللعب في مركز المهاجم. يلعب حاليا لصالح المحرق الذي ينافس في الدوري البحريني الممتاز منذ 2021.

## روابط خارجية
- فرانسيسكو أوليفان بيزيرا كاليوبي على موقع قاعدة بيانات كرة القدم.إي يو (الإنجليزية)